# SLC25A30
SLC25A30 (англ. Solute carrier family 25 member 30) – білок, який кодується однойменним геном, розташованим у людей на 13-й хромосомі. Довжина поліпептидного ланцюга білка становить 291 амінокислот, а молекулярна маса — 32 475.
| 10         |  | 20         |  | 30         |  | 40         |  | 50         |
| ---------- |  | ---------- |  | ---------- |  | ---------- |  | ---------- |
| MSALNWKPFV |  | YGGLASITAE |  | CGTFPIDLTK |  | TRLQIQGQTN |  | DAKFKEIRYR |
| GMLHALVRIG |  | REEGLKALYS |  | GIAPAMLRQA |  | SYGTIKIGTY |  | QSLKRLFIER |
| PEDETLPINV |  | ICGILSGVIS |  | STIANPTDVL |  | KIRMQAQSNT |  | IQGGMIGNFM |
| NIYQQEGTRG |  | LWKGVSLTAQ |  | RAAIVVGVEL |  | PVYDITKKHL |  | ILSGLMGDTV |
| YTHFLSSFTC |  | GLAGALASNP |  | VDVVRTRMMN |  | QRVLRDGRCS |  | GYTGTLDCLL |
| QTWKNEGFFA |  | LYKGFWPNWL |  | RLGPWNIIFF |  | VTYEQLKKLD |  | L          |

A: Аланін

C: Цистеїн

D: Аспарагінова кислота

E: Глутамінова кислота

F: Фенілаланін

G: Гліцин

H: Гістидин

I: Ізолейцин

K: Лізин

L: Лейцин

M: Метіонін

N: Аспарагін

P: Пролін

Q: Глутамін

R: Аргінін

S: Серин

T: Треонін

V: Валін

W: Триптофан

Задіяний у таких біологічних процесах, як транспорт, ацетилювання, альтернативний сплайсинг. 
Локалізований у мембрані, мітохондрії, внутрішній мембрані мітохондрії.